# Lelystad Opstelterrein
Lelystad Opstelterrein is een opstel- en schoonmaakterrein voor treinen. Het was een standplaats voor machinisten en conducteurs van NS Reizigers. Na opening van de Hanzelijn is de standplaats verplaatst naar station Lelystad Centrum. Lelystad Opstelterrein (spoorwegafkorting Llso) was sinds 1989 het eindpunt van de Flevolijn (de spoorlijn Weesp - Lelystad) en werd op 9 december 2012 aangesloten aan de Hanzelijn (de spoorlijn Lelystad - Zwolle), die ten zuiden van het opstelterrein loopt.

## Organisatie
Treinen die naar het terrein rijden, vertrekken meestal leeg vanaf station Lelystad Centrum en rijden dan met maximaal 80 km/h naar het opstelterrein. Het terrein zelf mag de machinist pas oprijden na toestemming van de dienstdoende treindienstleider niet centraal bediend gebied (NCBG). Op het terrein, dat niet toegankelijk is voor reizigers, kan gerangeerd worden. Treinen worden er zowel inwendig als uitwendig schoongemaakt ( (het opstelterrein beschikt over een wasstraat) en veel treinen beginnen en eindigen er hun dagelijkse dienst. Buiten de spits en in de nacht staan diverse treinstellen over, waarbij ook de dagelijkse controles en kleine technische reparaties worden uitgevoerd.
Materieelsoorten die veelal voorkomen op het opstelterrein zijn SLT, SNG, VIRM, DDZ, ICM en ICNG